# Hohenstein-Ernstthal
Hohenstein-Ernstthal es una localidad alemana ubicada en el Distrito de Zwickau, región de Chemnitz en el Estado Libre de Sajonia. Los pueblos de Hohenstein y Ernstthal fueron unificados en 1898 y, desde entonces ha sido llamado en su forma compuesta o simplemente Hohenstein.

## Ubicación
Las ciudades más cercanas son Glauchau, a 15 km al oeste y Chemnitz, a unos 20 km al este. Hohenstein-Ernstthal se encuentra al norte de los Montes Metálicos, que alcanza allí una elevación de 479 metros en Pfaffenberg. Al norte, se ubica la represa de Stausee Oberwald y la cantera de Serpentinitsteinbruch Oberwald.

## Historia
El pueblo creció en el siglo XV después que se establecieran minas de plata en las cercanìas. Ernstthal fue nombrado en honor de Augusto Ernesto von Schönburg.
Durante el Tercer Reich, albergó un subcampo del campo de concentración de Flossenbürg.

## Ciudades hermanadas
Hohenstein-Ernstthal está hermanada con:
- Burghausen, Baviera, Alemania (desde el 13 de septiembre de 2002).
- Hockenheim, Baden-Wurtemberg, Alemania (desde el 3 de octubre de 1990)
- Rheinberg, Renania del Norte-Westfalia, Alemania (desde el 3 de octubre de 1990).

## Personajes ilustres
- Gotthilf Heinrich von Schubert (1780-1860), médico, botánico y naturalista alemán.
- Karl May (1842-1912), escritor alemán

## Sitios de interés
- Sachsenring ("circuito de Sajonia" en alemán), autódromo situado en Hohenstein-Ernstthal, una de las sedes del Campeonato Mundial de Motociclismo.